# میدان نفتی شنگلی
میدان نفتی شنگلی (انگلیسی: Shengli Oil Field) از میادین نفتی چین است، که در استان شاندونگ قرار دارد. میدان شنگلی در سال ۱۹۶۰ کشف شد و بهره‌برداری از آن از سال ١٩۶۴ آغاز گردید. این میدان هم‌اکنون با تولید ۶۵۰ هزار بشکه نفت خام در روز، پس از میدان نفتی داکینگ، دومین میدان بزرگ نفتی چین بشمار می‌آید. میدان شنگلی از میادین تحت مدیریت شرکت مناطق نفتخیز شنگلی می‌باشد.